# Atletismo nos Jogos Pan-Americanos de 1975 - Lançamento de martelo masculino
A prova do lançamento de martelo masculino nos Jogos Pan-Americanos de 1975 foi realizada na Cidade do México, México.

## Medalhistas
| Ouro                             | Prata                  | Bronze                   |
| Lawrence Hart USA Estados Unidos | Angel Cabrera CUB Cuba | Scott Neilson CAN Canadá |

## Resultados
| Posição           | Nome            | Nacionalidade      | Marca | Notas |
| ----------------- | --------------- | ------------------ | ----- | ----- |
| Medalha de ouro   | Lawrence Hart   | USA Estados Unidos | 66.56 |       |
| Medalha de prata  | Angel Cabrera   | CUB Cuba           | 65.24 |       |
| Medalha de bronze | Scott Neilson   | CAN Canadá         | 64.56 |       |
| 4                 | Murray Keating  | CAN Canadá         | 64.06 |       |
| 5                 | Celso de Morais | BRA Brasil         | 63.80 |       |
| 6                 | José Vallejo    | ARG Argentina      | 63.76 |       |
| 7                 | George Frenn    | USA Estados Unidos | 63.22 |       |
| 8                 | Darwin Piñeyrúa | URU Uruguai        | 62.12 |       |